# بير شمس الدين (جلغة)
بیر شمس الدین (بالفارسية: پیرشمس الدین) هي قرية تقع في إيران في قسم جلغة الريفي. يقدر عدد سكانها بـ 441 نسمة بحسب إحصاء 2016.